# 町田祥子
町田 祥子（まちだ ようこ、1939年2月2日- ）は、日本の女優。本名は同じ。
東京都豊島区巣鴨出身。十文字高等学校卒業。プロモーション・プラスワンに所属していた。

## 来歴・人物
1956年に「ミス松竹」に選ばれ、松竹に入社。
翌1957年に映画「土砂降り」でデビュー。
1968年に劇団欅に参加。
特技は日本舞踊、清元。

## 出演作品

### 映画
- 土砂降り（1957年、松竹） ※デビュー作
- 嵐の中の 抱擁 おもかげは遥かなり（1957年、松竹） - おすみちゃん
- 気違い部落（1957年、松竹） - 甚助伯父の孫娘キミ
- 日日の背信（1958年、松竹） - 煙草店の女店員
- 現代無宿（1958年、松竹） - そば屋の女中
- 花嫁の抵抗（1958年、松竹） - 淳子
- 自殺を売った男（1958年、松竹） - 新聞社の受付嬢
- 忠臣蔵 暁の陣太鼓（1958年、松竹） - お君
- 花嫁雲にのる（1959年、松竹） - 久田幸子
- ある落日（1959年、松竹） - 清子の同僚B子
- 背中を掻いて頂戴な（1959年、松竹） - 島倉敬子
- 危険旅行（1959年、松竹） - ちみちゃん
- 大願成就（1959年、松竹） - 駒子
- 朱の花粉（1960年、松竹） - 篤子
- 大いなる愛の彼方に（1960年、松竹） - 恵愛学院生徒C
- 死者との結婚（1960年、松竹） - 文房具店の店員
- 禁男の砂 真夏の情事（1960年、松竹） - 鵜沢道子
- もず（1961年、松竹） - ナミ美容院の見習
- 女舞（1961年、松竹） - 劇場の案内係
- 河口（1961年、松竹） - 新藤かね子
- 今年の恋（1962年、松竹） - 菊ちゃん
- 酔っぱらい天国（1962年、松竹） - 日本鋼材の少女
- 愛染かつら（1962年、松竹） - お君
- 九ちゃん音頭（1962年、松竹） - 松野みどり
- 求人旅行（1962年、松竹） - デラックスバス車掌
- 続・愛染かつら（1962年、松竹） - 津村家女中お君
- スター誕生（1963年、松竹） - 香月麗子
- 独立美人隊（1963年、松竹） - 佐伯冬子
- 鏡の中の裸像（1963年、松竹） - 黒柳敬子
- 稲妻（1967年、松竹） - 交換手
- 三匹の悪党（1968年、日活） - 鳥羽田菊
- BG・ある19歳の日記 あげてよかった!（1968年、日活） - 加納理津子
- 代紋 男で死にたい（1969年、日活） - 野中志摩
- 津軽絶唱（1969年、東宝） - 池田春子
- あらくれ（1969年、日活） - 芸者まり子
- やくざ非情史 刑務所兄弟（1969年、日活） - 加代子
- 盛り場仁義（1970年、日活） - しのぶ
- 日本最大の顔役（1970年、日活） - 明子
- 男の世界（1971年、ダイニチ映配） - ユキ
- 先生のつうしんぼ（1977年、日活） - 文子の母親
- 霧の旗（1977年、東宝） - クラブ「海草」のマダム

### テレビドラマ
- 人間水域（1964年、朝日放送 / 松竹）
- 怪奇大作戦 第2話「人喰い蛾」（1968年、TBS / 円谷プロ） - 新田みどり
- 日本怪談劇場 第10話「怪談 笠森お染 幽霊茶屋」（1970年、12ch） - おむら
- 鬼平犯科帳（NET / 東宝）
  - 第1シリーズ（1970年）
    - 第38話「敵（かたき）」 ‐ おぎん
    - 第58話「雨の湯豆腐」 - お吉（辻屋のお照）

  - 第2シリーズ 第13話「雨乞い庄右衛門」（1971年） - お照
- 大江戸捜査網（12ch / にっかつ / 三船プロ）
  - 第1話「命知らずが闇を斬る」（1970年） - お菊［おさわの妹］
  - 第118話「辻占は殺しの暗号」（1973年） - お涼
  - 第138話「復讐は俺にまかせろ」（1974年） - 玉木松乃
  - 第243話「哀しみの子連れ唄」（1976年） - おきぬの母親
  - 第295話「必死の子連れ逃亡者」（1977年） - お新
  - 第338話「追跡! 哀愁の子守唄」（1978年）
- 遠山の金さん捕物帳（NET / 東映）
  - 第36話「寝返った女」（1971年） - お甲
  - 第61話「母と名のれない女」（1971年） - すみ
  - 第105話「幽霊を化かした男」（1972年） - 千代太夫
  - 第163話「幼なじみを愛した女」（1973年） - おまき
- 遠山の金さん 杉良太郎版 （NET/東映）
  - 第39話「松風聴いた母子草」（1976年） - おまき
  - 第74話「団子坂しぐれて候」（1977年） -  松江
- 大岡越前 第5部（1972年、TBS / C.A.L） - 花奴
  - 第26話「目黒に消えた公方様」 - お関
- 太陽にほえろ!（NTV / 東宝） - 山村高子
  - 第11話「愛すればこそ」（1972年）
  - 第23話「愛あるかぎり」（1972年）
  - 第29話「奪われたマイホーム」（1973年）
  - 第97話「その子に罪はない!」（1974年）
  - 第114話「男の斗い」（1974年）
  - 第127話「非情な斗い」（1974年）※欠番作品
  - 第151話「刑事の妻」（1975年）
  - 第179話「親と子の条件」（1975年）
  - 第188話「切札」（1976年）
  - 第206話「刑事の妻が死んだ日」（1976年）
  - 第290話「執念」（1978年）
- 怪談 第5話「怨霊まだら猫」（1972年、MBS） - お甲
- 木曽街道いそぎ旅（1973年、CX / C.A.L） - 追分のお千加
- ザ・ボディガード 第12話「女が死を選ぶとき」（1974年、NET / 東映） - 北月レイカ
- ウルトラマンレオ 第35話「おいらは怪獣大将だ!」（1974年、TBS / 円谷プロ） - 黒彦の母
- 水戸黄門（TBS / C.A.L）
  - 水戸黄門 第3部 第20話「帰ってきた男」 - おちか
  - 水戸黄門 第5部 第3話「命をかけた友情」 - お滝
  - 第7部 第21話「江戸から来た密使 ‐新発田‐」（1976年） - お雪の方
  - 第8部 第28話「愛の奇蹟 ‐宮崎‐」（1978年） - たき
- 江戸の旋風シリーズ（CX）
  - 江戸の旋風 第31話「悪魔の面」（1975年）
  - 江戸の旋風II 第35話「帰って来た男」（1976年）
  - 新・江戸の旋風 第24話「はぐれ宿殺人事件」（1980年）
- 非情のライセンス 第2シリーズ 第98話「兇悪の女将」（1976年、NET / 東映） - 園田静子
- 必殺仕業人 第16話「あんた この無法をどう思う」（1976年、 朝日放送  / 松竹） - お梶
- 華麗なる刑事 第18話「香港から来た刑事」（1977年、CX / 東宝）
- 新 木枯し紋次郎 第5話「賽を二度振る急ぎ旅」（1977年、12ch / C.A.L） - お楽
- 達磨大助事件帳 第14話「暗闇に女の罠」（1977年、ANB / 前進座 / 国際放映）
- 特捜最前線（ANB / 東映）
  - 第66話「判決・毒を盛った女!」、第67話「判決II・自白を翻した女!」（1978年）
  - 第81話「女逃亡犯25時!」（1979年）
  - 第99話「悲劇のシンデレラ・復讐0秒前!」（1979年）
- 浮浪雲 第20話（1978年、ANB / 石原プロ） - 大黒屋十兵衛の妻
- 吉宗評判記 暴れん坊将軍（ANB / 東映）
  - 第73話「富士の白雪に燃えた男」（1979年） - お蘭
  - 第108話「将軍に命令する男」 （1980年） - お千代
- 燃えろアタック 第26話「対決した幼なじみ」（1979年、ANB / 東映） - 山本百合子
- 西遊記 第11話「夜と昼の妖怪夫婦」（1979年、NTV / 国際放映）- 唯晩怪
- 長七郎天下ご免! 第15話「酔いどれ女の子守唄」（1980年、ANB / 東映） - おりん
- 電子戦隊デンジマン 第34話「哀しい捨て子の物語」（1980年、ANB / 東映） - 古川町子

### 舞台
- 霧の中（1968年、劇団欅）
- ドンキホーテ日本に現る（1968年、劇団欅）